# Marktverhalten
Unter Marktverhalten versteht man in der Mikroökonomie das Verhalten der Marktteilnehmer auf einem Markt im Hinblick auf die Marktdaten von Marktpreis und Menge.

## Allgemeines
Allgemein versteht man unter Marktverhalten die Aktionen und Reaktionen der Marktteilnehmer bei ihrem Eingriff in das Marktgeschehen. Dazu gehören insbesondere das Anbieten und Nachfragen nach Gütern und Dienstleistungen, die Geschäftsanbahnung durch Werbung, der Geschäftsabschluss und der Abschluss und die Durchführung von Verträgen. Auch ein Unterlassen kann ein Marktverhalten darstellen, wenn Gesetze die Marktteilnehmer Unterlassungspflichten unterwerfen.
In der Volkswirtschaftslehre verhalten sich die Wirtschaftssubjekte (Verbraucher, Unternehmen, Staat, Ausland) auf einem Markt rational, also vernunftgemäß und zweckvoll im Sinne des Rationalprinzips. Als Marktteilnehmer treten Anbieter und Nachfrager auf. Sie tauschen auf einem bestimmten Markt Güter und/oder Dienstleistungen aus und verfolgen dabei eine bestimmte Strategie, um ihre Ziele zu erreichen. Marktverhalten und Wettbewerb sind untrennbar miteinander verbunden. Der Wettbewerb beeinflusst das Unternehmerverhalten, die Verhaltensweisen der Unternehmer wiederum entscheiden über die Wettbewerbsintensität.

## Arten
Unterschieden werden kann allgemein zwischen marktkonformem und marktfeindlichem Marktverhalten:
- marktkonformes Marktverhalten:
  - Anpassung
    - Mengenanpassung an einen gegebenen Marktpreis (wie der Einkauf im Supermarkt),
    - Preisanpassung an eine gegebene Menge (bei der Auktion),
    - Optionsempfang: Akzeptieren des Preis- und Mengendiktats des Marktpartners (wie bei Tarifpreisen).

  - Marktstrategien:
    - Autonome Strategie: eine Reaktion anderer Marktteilnehmer wird nicht berücksichtigt (wie bei Monopolpreisen),
    - Konjekturale Strategie: die vermutete Reaktion anderer Marktteilnehmer wird bei der Wahl der eigenen Aktion berücksichtigt (bargaining[4] bei Tarifverhandlungen),
    - Überlegenheitsstrategie: die vorab bekannte Reaktion anderer Marktteilnehmer wird bei der Wahl der eigenen Aktion eingeplant (Preisoffensive des Marktführers).
- Marktfeindliches Marktverhalten:
  - Verdrängungswettbewerb: Konkurrenten werden letztlich zum Marktaustritt gezwungen,
  - Wirtschaftskartelle: schalten den Wettbewerb aus,
  - Konzerne: steigern ihre Marktmacht,
  - Boykotte,
  - Streiks/Aussperrungen.

Der Autor sieht auch Streiks und Aussperrungen als marktfeindliches Marktverhalten an, obwohl dieses Verhalten nach erfolglosem Verlauf der Tarifverhandlungen mit der Marktwirtschaft als systemkonform angesehen werden kann.
Marktteilnehmer können auch danach unterschieden werden, wie sie sich im Hinblick auf den Marktpreis und die Absatzmenge auf dem Markt verhalten. Es gibt Mengenfixierer/Mengenanpasser, Preisfixierer/Preisanpasser und Optionsfixierer/Optionsemfänger.
- Mengenanpasser: Auf einem vollkommenen Markt können Anbieter oder Nachfrager aufgrund ihres geringen Marktanteils den Preis durch ihr Verhalten nicht beeinflussen; sie verhalten sich daher als Mengenanpasser. Der einzelne Anbieter (Polypolist) oder Nachfrager (Polypsonist) sieht den Marktpreis als ein von ihm nicht beeinflussbares Datum an und wählt die gewinnmaximale Absatzmenge (nutzenmaximale Bezugsmenge) in Abhängigkeit vom Preis.[5] Zum gegebenen Preis wird lediglich die Menge angeboten (nachgefragt), die als gewinnmaximal (nutzenmaximal) erscheint. Der Preis ist Datenparameter, die Menge ist Aktionsparameter.
- Der Mengenfixierer ist der dem Mengenanpasser gegenüberstehende Marktteilnehmer. Entsprechend ist die Menge für ihn Datenparameter, der Preis Aktionsparameter.
- Preisanpasser ist, wer durch sein Verhalten zwar die Menge nicht beeinflussen kann, dafür jedoch den Absatzpreis als seinen Aktionsparameter selbst bestimmen kann.[6]
  - Der Cournot-Preisanpasser (benannt nach Antoine-Augustin Cournot) setzt seinen Preis als Antwort (Reaktionsparameter) auf die gegebenen Preise der Konkurrenten und geht davon aus, dass seine Preisentscheidung keinen Einfluss auf die Konkurrenzpreise hat.
  - Der Chamberlin-Preisanpasser (benannt nach Edward Hastings Chamberlin) fixiert seinen Preis in Relation zu einem Referenzpreis (Leitpreis), der von einem Marktführer oder als Durchschnittspreis aller Konkurrenten gesetzt wird.

Für den Preisanpasser ist der Preis ein Aktionsparameter, die Menge ein Datenparameter.
- Der Preisfixierer ist die Gegenpartei des Preisanpassers, so dass für ihn der Preis ein Datenparameter und die Menge ein Aktionsparameter darstellt.[7]
  - Polypolistische Verhaltensweise liegt bei Preisfixierung vor, wenn der Marktteilnehmer der Auffassung ist, dass die Konkurrenz auf seine Aktionen nicht reagiert.
  - Monopolistische Verhaltensweise: der Marktteilnehmer rechnet nicht mit Reaktionen der Konkurrenz, sondern ausschließlich mit der Reaktion der Marktgegenseite.
  - Oligopolistische Verhaltensweise ist vorhanden, wenn ein Teilnehmer nicht nur mit Reaktionen der Marktgegenseite, sondern auch mit Aktionen der Konkurrenz zu rechnen hat.
- Optionsfixierer: im bilateralen Monopol setzt der Optionsfixierer (Monopolist) sowohl den Preis als auch die Menge fest und überlässt dem Optionsempfänger die Wahl, entweder zu akzeptieren oder vom Geschäft Abstand zu nehmen.[8] Für den Optionsfixierer sind Preis und Menge ein Aktionsparameter.
- Der Optionsempfänger ist der dem Optionsfixierer gegenüberstehende Marktteilnehmer, so dass Preis und Menge für ihn ein Datenparameter sind.

## Rechtsfragen
Verschiedene Gesetze haben zum Ziel, einen Teilbereich des Marktverhaltens zu regeln. Eine Norm regelt dem Bundesgerichtshof (BGH) zufolge das Marktverhalten „im Interesse der Mitbewerber, Verbraucher oder sonstigen Marktteilnehmer, wenn sie einen Wettbewerbsbezug in der Form aufweist, dass sie die wettbewerblichen Belange der als Anbieter oder Nachfrager von Waren oder Dienstleistungen in Betracht kommenden Personen schützt“. Im Oktober 2015 definierte der BGH die Marktverhaltensregelung als „eine Vorschrift, die dem Schutz von Rechten, Rechtsgütern oder sonstigen Interessen von Marktteilnehmern dient, ist eine Marktverhaltensregelung, wenn das geschützte Interesse gerade durch die Marktteilnahme (…) berührt wird“. Er bezog sich dabei auf das UWG. Unlauterer Wettbewerb im Sinne des § 3a UWG liegt unter anderem vor, wenn gegen Gesetze verstoßen wird, die im Interesse der Marktteilnehmer das Marktverhalten regeln. Das Marktverhalten ist dasjenige Verhalten eines Marktteilnehmers, das auf den Wettbewerb bezogen ist. Darunter sind Handlungen zu verstehen, die als unmittelbare Teilnahme am Wettbewerb anzusehen sind. Damit ist der Verstoß gegen eine Marktverhaltensregelung grundsätzlich auch ein Wettbewerbsverstoß.
Es gibt berufsbezogene (Ärzte, Zahnärzte, Apotheken, Rechtsanwälte, Notare, Steuerberater, Wirtschaftsprüfer), produktbezogene (Lebensmittelrecht, Preisangabenverordnung), absatzbezogene (Werberecht), geschäftsbezogene (AGB-Recht, Fernabsatzrecht, Telemediengesetz) und sonstige Marktverhaltensregelungen (Jugendschutz, Datenschutz).
Eine Vielzahl weiterer Gesetze regelt Teilbereiche des Marktverhaltens. Dazu gehören unter anderem das Telekommunikationsgesetz oder die Marktordnung regulierende Spezialgesetze wie Versicherungsaufsichtsgesetz, Kreditwesengesetz oder Wertpapierhandelsgesetz.

## Praktische Bedeutung
Der Verbraucher verhält sich auf dem Konsumgütermarkt (insbesondere im Lebensmitteleinzelhandel) meist als Mengenanpasser, weil er den Preis hinnehmen muss und bei gegebenem Einkommen die nutzenmaximale Menge erwirbt. Bei teureren Konsumgütern kann er verhandeln und deshalb – in geringem Maße – den Preis mitbestimmen. Verbraucher als Bankkunden sind Optionsempfänger, da sie wegen ihrer fehlenden Verhandlungsmacht Bankpreise und die Mengen der Finanzprodukte nicht beeinflussen können. Banken stellen sie vor die Wahl, Bankpreise und Mengen zu akzeptieren oder es kommt kein Bankgeschäft zustande. Mit steigender Verhandlungsmacht können Firmenkunden die Bankkonditionen beeinflussen und avancieren zum Preisanpasser.
Zentralbanken können sich aufgrund ihrer Stellung in Bankensystemen im Rahmen ihrer Offenmarktpolitik als Preis- oder Mengenfixierer verhalten. Entweder legen sie den Zinssatz fest (Leitzins) und überlassen es den Geschäftsbanken, wie viel Wertpapiere angeboten oder gekauft werden, oder sie bestimmen die Menge der angebotenen oder nachgefragten Wertpapiere und passen den Zinssatz so an, dass genau diese Menge auf dem Geldmarkt umgesetzt wird. Die Deutsche Bundesbank und die EZB treten im Regelfall bei ihrer Offenmarktpolitik als Preisfixierer auf, denn beim Zinstender können die Geschäftsbanken Wertpapiere durch Zinsgebote ersteigern. Entsprechend verhalten sich die Geschäftsbanken als Preis- oder Mengenanpasser. So sind die Refinanzierungskosten ein Datenparameter, das von der Zentralbank durch den Leitzins vorgegeben wird. Zuzüglich Kreditmarge ergeben die Refinanzierungskosten den Kreditzins.